# Infinite (Lied)
Infinite (englisch für „unendlich“, „grenzenlos“) ist ein Lied des US-amerikanischen Rappers Eminem. Es erschien am 12. November 1996 auf seinem gleichnamigen Debütalbum Infinite und wurde 2016, zum 20-jährigen Jubiläum des Albums, als Single veröffentlicht.

## Inhalt
Im Song preist Eminem überwiegend sich selbst und seine Fähigkeiten als Rapper mit zahlreichen Wortspielen, Vergleichen, Metaphern und einem komplexen Reimschema, wobei er die Rolle eines lyrischen Ichs übernimmt. Dabei sind auch mehrere Referenzen an Nas enthalten, an dessen Rap sich Eminem damals orientierte.
In der ersten Strophe rappt Eminem, dass er mit seinen Texten eine Kettenreaktion auslöse, die seine Hörer wahnsinnig mache und alle anderen Rapper in den Schatten stelle. Es sei Zeit Lärm zu machen und seine Musik voll aufzudrehen. Eminem meint im Refrain, dass er aus der Hölle komme, in der er eine Strafe absitzen musste, weil er mit seinen Rapkünsten Instrumente ermordet habe. Doch wenn er den Beat höre, komme er erneut in Versuchung dies zu tun, da seine Fähigkeiten grenzenlos seien. Im zweiten Vers bezeichnet der Rapper sich als den Größten seit Jesus. Seine Hände seien tödlich, sobald er ein Mikrofon in der Hand halte und er sei bereit, damit andere Rapper auszulöschen. Die dritte Strophe handelt davon, dass Eminem die anderen Möchtegern-Rapper im Stile eines Wrestlers besiegen werde, indem er seine intergalaktischen Fähigkeiten verwende. Seine Songs seien für die wahren Hip-Hop-Fans und Rapper, die keinen Plan B neben der Musik im Leben hätten.

## Produktion
Der Song wurde von Eminems Freund und D12-Mitglied Kon Artis, der als Musikproduzent unter seinem richtigen Namen Denaun Porter auftritt, produziert.

## Chartplatzierungen
Am 17. November 2016 wurde eine remastered Version von Infinite zum 20-jährigen Jubiläum von Eminems Debütalbum als Single zum Download bei iTunes veröffentlicht. Das Lied stieg am 10. Dezember 2016 für eine Woche auf Platz 97 in die US-amerikanischen Charts ein.
| ChartsChartplatzierungen       | Höchstplatzierung | Wochen |
| ------------------------------ | ----------------- | ------ |
| Vereinigte Staaten (Billboard) | 97 (1 Wo.)        | 1      |